# Radoșivka, Șumsk
Radoșivka (în ucraineană Радошівка) este o comună în raionul Șumsk, regiunea Ternopil, Ucraina, formată numai din satul de reședință.

## Demografie
Componența lingvistică a comunei Radoșivka
     Ucraineană (98,83%)
     Rusă (1,17%)
Conform recensământului din 2001, majoritatea populației comunei Radoșivka era vorbitoare de ucraineană (98,83%), existând în minoritate și vorbitori de rusă (1,17%).